# Radu III le Beau
Le voïvode Radu III le Beau ou l'Élégant (en roumain : Radu cel Frumos), (né le 2 août 1439 mort en janvier 1475) fut le prince de Valachie de 1462 à 1473, de 1473 à 1474, en 1474 et de 1474 à 1475.

## Origine
Il est le frère cadet de Vlad III l'Empaleur (Vlad Țepeș). Ils sont tous les deux fils de Vlad II le Dragon (Vlad Dracul).

## Jeunesse
Sous le second règne de leur père, en 1444, Radu et son frère aîné Vlad deviennent otages de Murad II de l'Empire ottoman. En 1447, ils sont envoyés d'Asie mineure à Andrinople lorsque leur père fait la paix avec les Ottomans. Vlad est libéré en 1448 comme candidat des Turcs au trône de Valachie. Radu, lui, reste un moment à Andrinople, apparemment volontairement.

## Règnes
Initialement candidat des Turcs au trône princier, Vlad III l'Empaleur ne tarde pas à s’affranchir de ses protecteurs mais, sous leur pression, il doit s'enfuir en Transylvanie en 1462. Les Ottomans investissent alors son frère Radu du trône de Valachie. Sous le nom de Radu III, il règne de novembre 1462 à novembre 1473.
En mars 1471, Radu cel Frumos, sans doute à l'instigation des Ottomans, entreprend une incursion en Moldavie alors que le prince Étienne le Grand doit faire face aux Tatars du Khanat de Crimée d'Eminek Mârza, frère de Mamak. Étienne le Grand en représailles favorise alors Basarab III Laiotă cel Bătrân, un autre prétendant de la famille des Dănești qui soutenu par la Moldavie, monte sur le trône un mois en décembre 1473. Radu III lui reprend le trône de décembre 1473 jusqu'au printemps 1474, pour le perdre, puis le regagner en septembre 1474, puis le reprendre enfin en  octobre de la même année jusqu'à ce qu'il meure de syphilis en janvier 1475. Basarab III lui succède naturellement.

## Union et postérité
Il épouse une certaine Despina Maria morte en 1500 dont il a une fille :
- Maria Voichița (morte en 1511), qui épouse en 1478 le prince de Moldavie Étienne III le Grand (roumain: Ștefan cel Mare).

## Postérité littéraire
- Radu Dracula, tome 1. Philippe Lemaire & Philippe Ward. Editions Rivière Blanche & Lune Ecarlate.  (ISBN 978-1-935558-92-7)
- Radu Dracula, tome 2. Philippe Lemaire. Editions Rivière Blanche & Lune Ecarlate.  (ISBN 978-1-61227-091-3)
- Radu Dracula, tome 3. Philippe Lemaire. Editions Rivière Blanche & Lune Ecarlate.  (ISBN 978-1-61227-225-2)
- Radu Dracula, tome 4. Philippe Lemaire. Editions Rivière Blanche & Lune Ecarlate.  (ISBN 978-1-61227-448-5)
- Radu Dracula, tome 5. Philippe Lemaire. Editions Rivière Blanche & Lune Ecarlate.  (ISBN 978-1-61227-508-6)
- Radu Dracula, tome 6. Philippe Lemaire. Editions Rivière Blanche & Lune Ecarlate.  (ISBN 978-1-61227-588-8)